# Brithura keiliniana
Brithura keiliniana är en tvåvingeart som först beskrevs av Alexander 1971.  Brithura keiliniana ingår i släktet Brithura och familjen storharkrankar. Inga underarter finns listade i Catalogue of Life.